# Tow Ubukata
Tow Ubukata (冲方 丁, Ubukata Tō), né le 14 février 1977 dans la préfecture de Gifu, est un auteur japonais de science fiction, light novel, manga et anime. 

## Biographie
Il a passé son enfance à Singapour, de 4 ans 9 ans, puis au Népal, de 10 à 14 ans. Au Nepal, il est resté en contact avec son héritage japonais et sa langue japonais, en particulier en lisant des dictionnaires. Cela lui a valu de remporter le succès juste après ses années de lycée, lorsqu'il a reçu plusieurs prix d'écriture. Ancien étudiant en économie politique de l'université Waseda, son œuvre comprend Le Chevalier D'Eon, Mardock Scramble, Heroic Age (scénario de la série télévisée), Pilgrim Jäger et Sōkyū no Fafner.
 (mars 2019).

## Œuvres

### SérieMardock
- Kompression, 2006,  (ISBN 3-453-52176-5), La première compression, 2003
- Expansion, 2007,  (ISBN 3-453-52177-3), La deuxième combustion, 2004
- Implosion, 2007,  (ISBN 3-453-52179-X), Le troisième échappement, 2005

### Romans
- Kuroi Kisetsu (« La Saison noire »)
- Bye Bye Earth
- Madoromi no Sefiroto (« Séphiroth endormi »)
- Storm Bring World
- Chaos Legion (7 volumes)

### Manga et anime
- Pilgrim Jäger
- Sōkyū no Fafner
- Le Chevalier D'Eon
- Heroic Age

## Source de la traduction
- (en) Cet article est partiellement ou en totalité issu de l’article de Wikipédia en anglais intitulé « Tow Ubukata » (voir la liste des auteurs).